# Джиммі Джонстон
Джиммі Джонстон (англ. Jimmy Johnstone; 30 вересня 1944, В'юпарк — 13 березня 2006, Аддінгстон) — шотландський футболіст, що грав на позиції флангового півзахисника.
Джонстон найбільш відомий своїми виступами за шотландський «Селтік». Є культовим футболістом для вболівальників глазговської команди, які в 2002 році вибрали його найкращим гравцем «кельтів» за всю історію клубу.
У період з 1964 по 1974 рік форвард захищав кольори національної збірної Шотландії, провів у її складі 23 матчі, забив чотири м'ячі. Джиммі був у складі «тартанової армії», що брала участь у чемпіонаті світу 1974 року, але не зіграв на турнірі жодної зустрічі.

## Клубна кар'єра
Народився 30 вересня 1944 року. Вихованець футбольної школи клубу «Селтік». Дорослу футбольну кар'єру розпочав 1963 року в основній команді того ж клубу, в якій провів дванадцять сезонів, взявши участь у 308 матчах чемпіонату. Більшість часу, проведеного у складі «Селтіка», був основним гравцем команди. За цей час дев'ять разів виборював титул чемпіона Шотландії, ставав володарем Кубка чемпіонів УЄФА, а також по шість разів ставав володарем Кубка Шотландії та Кубка шотландської ліги. 1967 року був одним з основних претендентів на отримання Золотого м'яча найкращого футболіста Європи, проте у підсумковому голосуванні зайняв третє місце, поступившись угорцю Флоріану Альберту й англійцю Боббі Чарлтону.
Влітку 1975 року Джонстон поїхав у США, де підписав контракт з клубом «Сан-Хосе Ертквейкс». Передбачалося, що Джонстон буде допомагати забивати нападнику Полу Чайлду. Однак, з десяти матчів Джонстона в США його команда програла сім, причому поспіль, а Чайлд не забив жодного гола, коли Джонстон був на полі. Кар'єра Джиммі за океаном не принесла успіху, і вже наприкінці того ж року він був змушений повернутися до Великої Британії. За наступні п'ять сезонів вінгер часто змінював клуби, погравши в таких командах, як «Шеффілд Юнайтед», «Данді Юнайтед» (куди його запросив колишній партнер по «Селтіку» Томмі Геммелл), «Шелбурн» та «Елгін Сіті». Але закріпитися в жодній з команд футболіст так і не зміг. Незабаром після цього Джонстон оголосив про завершення кар'єри.
Помер 13 березня 2006 року на 62-му році життя від бічного аміотрофічного склерозу.

## Виступи за збірну
Дебют Джонстона в складі збірної Шотландії відбувся 3 жовтня 1964 року, коли «тартанова армія» в рамках Домашнього чемпіонату Великої Британії зустрічалася з Уельсом. У своєму третьому матчі за «горян», яким став поєдинок проти Англії, що відбувся 2 квітня 1966 року, Джиммі, двічі вразивши ворота «трьох левів», забив свої перші м'ячі у національній команді.
У 1974 році форвард у складі шотландської збірної поїхав на світову першість, яка проводилася у ФРН. Команда закінчила свої виступи, посівши третє місце в групі 2. Сам Джонстон не зіграв на турнірі жодного матчу. У тому ж році Джиммі провів свою останню зустріч у складі «горян» — 30 жовтня шотландці змагалися з командою НДР.
Всього за десять років виступів за збірну Шотландії Джонстон зіграв 23 матчі, забив чотири голи.

## Титули і досягнення
- Чемпіон Шотландії (9):

«Селтік»: 1965–66, 1966–67, 1967–68, 1968–69, 1969–70, 1970–71, 1971–72, 1972–73, 1973–74
- Володар Кубка Шотландії (7):

«Селтік»: 1964–65, 1966–67, 1968–69, 1970–71, 1971–72, 1973–74, 1974–75
- Володар Кубка шотландської ліги (6):

«Селтік»: 1965–66, 1966–67, 1967–68, 1968–69, 1969–70, 1974–75
- Володар Кубка європейських чемпіонів (1):

«Селтік»: 1966-67